# Route nationale 35
La route nationale 35 (RN 35 o N 35) è stata una strada nazionale che partiva da Saint-Dizier e terminava a Verdun.

## Percorso
Originariamente la N35 cominciava a Compiègne, dove passa tuttora la N31, e si dirigeva a nord-ovest (oggi come D935) condividendo un tratto con la N17 a sud di Cuvilly. Raggiungeva poi Montdidier ed a partire da Pierrepont-sur-Avre seguiva il fiume Avre fino ad Amiens. In seguito, la strada nazionale è stata sostituita negli anni settanta dalla N235, poi declassata a D1235, e dalla N1 dopo Belloy-sur-Somme, a sua volta declassata a D1001. Prima degli anni settanta, invece, la N35 si innestava sulla N1 ad Abbeville.
Dagli anni settanta la N35 seguì un percorso totalmente diverso: partiva da Saint-Dizier, città raggiunta dalla N4, ed arrivava a Bar-le-Duc. In precedenza, questa era la N401, istituita negli anni trenta, mentre oggi è conosciuta come D635. Il troncone successivo corrispondeva all'antica Voie Sacrée, che fino al 1978 possedeva una speciale classificazione, con sigla N VS. Questa strada, che termina all'incrocio con la N3 poco prima di Verdun, è stata declassata nel 2006 a D1916, in ricordo dell'anno della battaglia di Verdun.